# Fjällgöl (Kristdala socken, Småland)
Fjällgöl är en sjö i Oskarshamns kommun i Småland och ingår i Marströmmens huvudavrinningsområde.